# 富圖納機場
富圖納機場（法語：Aéroport de Futuna - Pointe-Vele）是一座位於法屬瓦利斯和富圖納群島富圖納島的一座民用機場，主要民航業務為瓦利斯和富圖納群島的島際航班。

## 航空公司與目的地
机场只提供國內的至瓦利斯岛島際航線。
| 航空公司       | 目的地   |
| -------------- | -------- |
| 喀里多尼亞航空 | 瓦利斯島 |